# Патология кровообращения и кардиохирургия
Патология кровообращения и кардиохирургия — официальное рецензируемое издание Национального медицинского исследовательского центра имени академика Е. Н. Мешалкина — самого крупного за Уралом многопрофильного медицинского учреждения. Журнал выходит ежеквартально с 1997 года (свидетельство СМИ ПИ № ФС 77 - 74501 от 07.12.2018).
Журнал информирует о современных подходах и новейших технологиях хирургического лечения врожденных и приобретенных пороков сердца, ишемической болезни сердца, заболеваний магистральных и периферических сосудов, нарушений ритма сердца. В журнале также представлены статьи, касающиеся вопросов эндоваскулярной хирургии и ангиопластики. Значительное место отводится публикациям по проблемам кардиоанестезиологии, нейрохирургии и онкологии, сочетанных патологий.
Главный редактор — член-корреспондент РАН, доктор медицинских наук, профессор А.М. Чернявский. 
Издание предназначено для сердечно-сосудистых хирургов, кардиоанестезиологов, кардиологов, специалистов смежных специальностей.
Издание включено в Перечень рецензируемых научных изданий, в которых должны быть опубликованы основные научные результаты диссертаций на соискание ученой степени кандидата наук, на соискание ученой степени доктора наук, по научным специальностям и соответствующим им отраслям науки:
3.1.6. Онкология, лучевая терапия (медицинские науки),
3.1.10. Нейрохирургия (медицинские науки),
3.1.12. Анестезиология и реаниматология (медицинские науки),
3.1.15. Сердечно-сосудистая хирургия (медицинские науки),
3.1.20. Кардиология (медицинские науки),
3.3.3. Патологическая физиология (медицинские науки).

## История журнала
Из интервью главного редактора журнала
:

Журнал «Патология кровообращения и кардиохирургия» появился в 1997 году. Можно ли говорить, что именно в этом году возникла необходимость делиться с научным российским сообществом нашим опытом?

В тот период сложились серьезные отношения с мединститутом (Новосибирский государственный медицинский университет — прим. ред.) и новым ректором Анатолием Васильевичем Ефремовым. Мы задумали создать кафедру сердечно-сосудистой хирургии и кардиоанестезиологии. Период был сложный, никто не хотел идти в медицину. <…> Я обратился к Анатолию Васильевичу с тем, чтобы создать кафедру и брать выпускников в ординатуру. Брать на подготовку ребят, которые год-два-три отработали в интернатуре или окончили ординатуру по хирургии, анестезиологии. Это, прежде всего, было связано с тем, что в середине 90-х многие анестезиологи и хирурги уехали в Европу и Америку. Мы решили создать кафедру сердечно-сосудистой хирургии, прекрасно понимая: в регионе если не мы, то кто? Конечно, нужен был журнал, который бы отражал и консолидировал всю работу в Сибири, Дальнем Востоке, на Урале. Долгое время наш журнал был единственным по сердечно-сосудистой хирургии на этой территории. Название «Патология кровообращения и кардиохирургия» подразумевало все смежные проблемы и вспомогательные направления (кардиоанестезиология, интервенционная кардиология и далее — онкология, радиология, нейрохирургия, сосудистая, гибридная хирургия и эндоваскулярные технологии). Журнал стал связующим звеном, потому что поступали работы со всей страны. <…>

## Издатель
Национальный медицинский исследовательский центр имени академика Е. Н. Мешалкина — учредитель и издатель журнала. Входит в Ассоциацию научных редакторов и издателей (АНРИ), ассоциацию CrossRef.

## Индексирование
Журнал представлен в Российском индексе научного цитирования (РИНЦ), Russian Science Citation Index (RSCI), «Белом списке» научных изданий, Киберленинке, Ulrich’s Periodicals Directory, Google Scholar, Mendeley, Directory of Open Access Journals (DOAJ), ROAD, WorldCat. Включен в список изданий, придерживающихся рекомендаций Международного комитета редакторов медицинских журналов (англ. International Committee of Medical Journal Editors, ICMJE). С 2018 года включен в международную базу данных Scopus.